# Seznam českých fotbalistů v Evropě s mistrovským titulem
Tento článek uvádí seznam českých fotbalistů, kteří se se svými mužstvy stali mistry v ligách evropských zemí.

## Albánská nejvyšší fotbalová ligová soutěž
| Hráč          | Sezona                       |
| ------------- | ---------------------------- |
| Martin Nešpor | 2017/2018 – Skënderbeu Korçë |
| Celkem        | 1                            |

## Anglická nejvyšší fotbalová ligová soutěž
| Hráč                | Sezona                           |
| ------------------- | -------------------------------- |
| Karel Poborský      | 1996/1997 – Manchester United FC |
| Petr Čech           | 2004/2005 – Chelsea FC           |
| Jiří Jarošík        | 2004/2005 – Chelsea FC           |
| Petr Čech (2)       | 2005/2006 – Chelsea FC           |
| Petr Čech (3)       | 2009/2010 – Chelsea FC           |
| Petr Čech (4)       | 2014/2015 – Chelsea FC           |
| Vítězslav Jaroš (1) | 2024/2025 – Liverpool FC         |
| Celkem              | 7                                |

## Ázerbájdžánská nejvyšší fotbalová ligová soutěž
| Hráč                   | Sezona                 |
| ---------------------- | ---------------------- |
| Bronislav Červenka     | 2007/2008 – Inter Baku |
| Bronislav Červenka (2) | 2009/2010 – Inter Baku |
| Lubomír Kubica         | 2009/2010 – Inter Baku |
| Celkem                 | 3                      |

## Belgická nejvyšší fotbalová ligová soutěž
| Hráč                 | Sezona                     |
| -------------------- | -------------------------- |
| Jan Koller           | 1999/2000 – RSC Anderlecht |
| Jan Koller (2)       | 2000/2001 – RSC Anderlecht |
| Daniel Zítka         | 2003/2004 – RSC Anderlecht |
| Martin Kolář         | 2003/2004 – RSC Anderlecht |
| David Rozehnal       | 2004/2005 – Club Brugge KV |
| Daniel Zítka (2)     | 2005/2006 – RSC Anderlecht |
| Daniel Zítka (3)     | 2006/2007 – RSC Anderlecht |
| Daniel Zítka (4)     | 2009/2010 – RSC Anderlecht |
| Jan Polák            | 2009/2010 – RSC Anderlecht |
| Lukáš Mareček        | 2009/2010 – RSC Anderlecht |
| Ondřej Mazuch        | 2009/2010 – RSC Anderlecht |
| Daniel Pudil         | 2010/2011 – KRC Genk       |
| Lukáš Mareček (2)    | 2011/2012 – RSC Anderlecht |
| Michael Krmenčík     | 2019/2020 – Club Brugge KV |
| Michael Krmenčík (2) | 2019/2020 – Club Brugge KV |
| Celkem               | 15                         |

## Běloruská nejvyšší fotbalová ligová soutěž
| Hráč         | Sezona              |
| ------------ | ------------------- |
| David Zoubek | 2004 – Dinamo Minsk |
| Celkem       | 1                   |

## Bulharská nejvyšší fotbalová ligová soutěž
| Hráč          | Sezona                        |
| ------------- | ----------------------------- |
| Robert Caha   | 2004/2005 – PFK CSKA Sofia    |
| David Bystroň | 2008/2009 – Levski Sofia      |
| Radek Petr    | 2011/2012 – Ludogorec Razgrad |
| Celkem        | 3                             |

## Dánská nejvyšší fotbalová ligová soutěž
| Hráč               | Sezona                  |
| ------------------ | ----------------------- |
| Zdeněk Pospěch     | 2008/2009 – FC Kodaň    |
| Libor Sionko       | 2008/2009 – FC Kodaň    |
| Zdeněk Pospěch (2) | 2009/2010 – FC Kodaň    |
| Zdeněk Pospěch (3) | 2010/2011 – FC Kodaň    |
| Michael Lüftner    | 2018/2019 – FC Kodaň    |
| Adam Gabriel       | 2023/2024 – Midtjylland |
| Celkem             | 6                       |

## Finská nejvyšší fotbalová ligová soutěž
| Hráč           | Sezona         |
| -------------- | -------------- |
| Miroslav Karas | 1995 – FC Haka |
| Celkem         | 1              |

## Francouzská nejvyšší fotbalová ligová soutěž
| Hráč            | Sezona                          |
| --------------- | ------------------------------- |
| Miroslav Vrátil | 1947/1948 – Olympique Marseille |
| Vladimír Šmicer | 1997/1998 – RC Lens             |
| Milan Baroš     | 2006/2007 – Olympique Lyon      |
| Milan Baroš (2) | 2007/2008 – Olympique Lyon      |
| David Rozehnal  | 2010/2011 – Lille OSC           |
| Celkem          | 4                               |

## Gruzínská nejvyšší fotbalová ligová soutěž
| Hráč        | Sezona                     |
| ----------- | -------------------------- |
| Roman Dobeš | 2007/2008 – Dinamo Tbilisi |
| Celkem      | 1                          |

## Chorvatská nejvyšší fotbalová ligová soutěž
| Hráč                  | Sezona                    |
| --------------------- | ------------------------- |
| Jiří Sobotka          | 1940/1941 – Hajduk Split  |
| Miroslav Slepička     | 2008/2009 – Dinamo Záhřeb |
| Miroslav Slepička (2) | 2009/2010 – Dinamo Záhřeb |
| Miroslav Slepička (3) | 2010/2011 – Dinamo Záhřeb |
| Jan Lecjaks           | 2017/2018 – Dinamo Záhřeb |
| Jan Lecjaks (2)       | 2018/2019 – Dinamo Záhřeb |
| Celkem                | 6                         |

## Italská nejvyšší fotbalová ligová soutěž
| Hráč              | Sezona                                                                       |
| ----------------- | ---------------------------------------------------------------------------- |
| Pavel Nedvěd      | 1999/2000 – SS Lazio                                                         |
| Pavel Nedvěd (2)  | 2001/2002 – Juventus FC                                                      |
| Pavel Nedvěd (3)  | 2002/2003 – Juventus FC                                                      |
| Pavel Nedvěd (4)  | 2004/2005 – Juventus FC (titul odebrán kvůli korupčnímu skandálu Calciopoli) |
| Pavel Nedvěd (5)  | 2005/2006 – Juventus FC (titul odebrán kvůli korupčnímu skandálu Calciopoli) |
| Marek Jankulovski | 2010/2011 – AC Milán                                                         |
| Celkem            | 4                                                                            |

## Izraelská nejvyšší fotbalová ligová soutěž
| Hráč          | Sezona                       |
| ------------- | ---------------------------- |
| Pavel Zavadil | 2003/2004 – Makabi Haifa     |
| Tomáš Pekhart | 2017/2018 – Hapoel Beer Ševa |
| Celkem        | 2                            |

## Kazachstánská nejvyšší fotbalová ligová soutěž
| Hráč           | Sezona                |
| -------------- | --------------------- |
| Vít Turtenwald | 2010 – Tobol Kostanaj |
| Filip Klapka   | 2010 – Tobol Kostanaj |
| Celkem         | 2                     |

## Kyperská nejvyšší fotbalová ligová soutěž
| Hráč            | Sezona                       |
| --------------- | ---------------------------- |
| Tomáš Votava    | 2003/2004 – APOEL            |
| Aleš Chvalovský | 2005/2006 – Apollon Limassol |
| Michael Lüftner | 2020/2021 – Omonia Nikosia   |
| Jan Lecjaks     | 2020/2021 – Omonia Nikosia   |
| Celkem          | 4                            |

## Litevská nejvyšší fotbalová ligová soutěž
| Hráč            | Sezona             |
| --------------- | ------------------ |
| Martin Opic     | 2003 – FBK Kaunas  |
| Martin Opic (2) | 2004 – FBK Kaunas  |
| Martin Berkovec | 2020 – FK Žalgiris |
| Celkem          | 3                  |

## Lotyšská nejvyšší fotbalová ligová soutěž
| Hráč           | Sezona         |
| -------------- | -------------- |
| Jakub Hora     | 2020 – FK Rīga |
| Petr Mareš     | 2021 – FK RFS  |
| Petr Mareš (2) | 2023 – FK RFS  |
| Petr Mareš (3) | 2024 – FK RFS  |
| Celkem         | 4              |

## Maďarská nejvyšší fotbalová ligová soutěž
| Hráč           | Sezona                   |
| -------------- | ------------------------ |
| Michal Švec    | 2012/2013 – Győri ETO FC |
| Marek Střeštík | 2012/2013 – Győri ETO FC |
| Celkem         | 2                        |

## Maltská nejvyšší fotbalová ligová soutěž
| Hráč           | Sezona                       |
| -------------- | ---------------------------- |
| Kamil Dvořák   | 2000/2001 – Valletta FC      |
| Pavel Mráz     | 2000/2001 – Valletta FC      |
| Pavel Mráz (2) | 2002/2003 – Sliema Wanderers |
| David Šimon    | 2005/2006 – Birkirkara FC    |
| Celkem         | 4                            |

## Německá nejvyšší fotbalová ligová soutěž
| Hráč                | Sezona                           |
| ------------------- | -------------------------------- |
| Miroslav Kadlec     | 1990/1991 – 1. FC Kaiserslautern |
| Patrik Berger       | 1995/1996 – Borussia Dortmund    |
| Miroslav Kadlec (2) | 1997/1998 – 1. FC Kaiserslautern |
| Pavel Kuka          | 1997/1998 – 1. FC Kaiserslautern |
| David Jarolím       | 1998/1999 – FC Bayern Mnichov    |
| David Jarolím (2)   | 1999/2000 – FC Bayern Mnichov    |
| Jan Koller          | 2001/2002 – Borussia Dortmund    |
| Tomáš Rosický       | 2001/2002 – Borussia Dortmund    |
| Jan Šimůnek         | 2008/2009 – VfL Wolfsburg        |
| Adam Hložek         | 2023/2024 – Bayer 04 Leverkusen  |
| Matěj Kovář         | 2023/2024 – Bayer 04 Leverkusen  |
| Patrik Schick       | 2023/2024 – Bayer 04 Leverkusen  |
| Celkem              | 12                               |

## Nizozemská nejvyšší fotbalová ligová soutěž
| Hráč               | Sezona                    |
| ------------------ | ------------------------- |
| Jozef Chovanec     | 1988/1989 – PSV Eindhoven |
| Jozef Chovanec (2) | 1990/1991 – PSV Eindhoven |
| Tomáš Galásek      | 2001/2002 – AFC Ajax      |
| Tomáš Galásek (2)  | 2003/2004 – AFC Ajax      |
| Zdeněk Grygera     | 2003/2004 – AFC Ajax      |
| Václav Černý       | 2018/2019 – AFC Ajax      |
| Celkem             | 6                         |

## Polská nejvyšší fotbalová ligová soutěž
| Hráč               | Sezona                            |
| ------------------ | --------------------------------- |
| Vlastimil Vidlička | 2004/2005 – Wisła Kraków          |
| Michal Václavík    | 2006/2007 – Zagłębie Lubin        |
| Petr Pokorný       | 2006/2007 – Zagłębie Lubin        |
| Tomáš Jirsák       | 2007/2008 – Wisła Kraków          |
| Tomáš Jirsák (2)   | 2008/2009 – Wisła Kraków          |
| Tomáš Jirsák (3)   | 2010/2011 – Wisła Kraków          |
| Adam Hloušek       | 2015/2016 – Legia Warszawa        |
| Tomáš Necid        | 2016/2017 – Legia Warszawa        |
| Adam Hloušek (2)   | 2016/2017 – Legia Warszawa        |
| Adam Hloušek (3)   | 2017/2018 – Legia Warszawa        |
| Michal Papadopulos | 2018/2019 – Piast Gliwice         |
| Karsten Ayong      | 2018/2019 – Piast Gliwice         |
| Tomáš Pekhart      | 2019/2020 – Legia Warszawa        |
| Tomáš Pekhart (2)  | 2020/2021 – Legia Warszawa        |
| Jan Sýkora         | 2021/2022 – Lech Poznań           |
| Tomáš Petrášek     | 2022/2023 – Raków Częstochowa     |
| Michal Sáček       | 2023/2024 – Jagiellonia Białystok |
| Celkem             | 17                                |

## Portugalská nejvyšší fotbalová ligová soutěž
| Hráč            | Sezona                  |
| --------------- | ----------------------- |
| Lubomír Vlk     | 1991/1992 – FC Porto    |
| Lubomír Vlk (2) | 1992/1993 – FC Porto    |
| Pavel Horváth   | 2001/2002 – Sporting CP |
| Celkem          | 3                       |

## Rakouská nejvyšší fotbalová ligová soutěž
| Hráč                | Sezona                        |
| ------------------- | ----------------------------- |
| Josef Bican         | 1934/1935 – Rapid Vídeň       |
| Josef Bican (2)     | 1935/1936 – Admira Vídeň      |
| Josef Bican (3)     | 1936/1937 – Admira Vídeň      |
| Antonín Panenka     | 1981/1982 – Rapid Vídeň       |
| Antonín Panenka (2) | 1982/1983 – Rapid Vídeň       |
| Václav Daněk        | 1989/1990 – Swarovski Tirol   |
| Roman Pivarník      | 1995/1996 – Rapid Vídeň       |
| Patrik Ježek        | 1999/2000 – Tirol Innsbruck   |
| Karel Vácha         | 1999/2000 – Tirol Innsbruck   |
| Patrik Ježek (2)    | 2000/2001 – Tirol Innsbruck   |
| Patrik Ježek (3)    | 2001/2002 – Tirol Innsbruck   |
| Martin Hašek        | 2002/2003 – Austria Vídeň     |
| Libor Sionko        | 2003/2004 – Grazer AK         |
| Ladislav Maier      | 2004/2005 – Rapid Vídeň       |
| Jiří Leňko          | 2004/2005 – Rapid Vídeň       |
| Marek Kincl         | 2004/2005 – Rapid Vídeň       |
| Tomáš Došek         | 2004/2005 – Rapid Vídeň       |
| Štěpán Vachoušek    | 2005/2006 – Austria Vídeň     |
| Libor Sionko (2)    | 2005/2006 – Austria Vídeň     |
| Karel Piták         | 2006/2007 – Red Bull Salzburg |
| Patrik Ježek (4)    | 2006/2007 – Red Bull Salzburg |
| Vratislav Lokvenc   | 2006/2007 – Red Bull Salzburg |
| Karel Piták (2)     | 2008/2009 – Red Bull Salzburg |
| Patrik Ježek (5)    | 2008/2009 – Red Bull Salzburg |
| Karel Piták (3)     | 2009/2010 – Red Bull Salzburg |
| Patrik Ježek (6)    | 2009/2010 – Red Bull Salzburg |
| Tomáš Jun           | 2012/2013 – Austria Vídeň     |
| Vítězslav Jaroš     | 2023/2024 – Sturm Graz        |
| Celkem              | 28                            |

## Rumunská nejvyšší fotbalová ligová soutěž
| Hráč       | Sezona           |
| ---------- | ---------------- |
| Lukáš Zima | 2024/2025 – FCSB |
| Celkem     | 1                |

## Ruská nejvyšší fotbalová ligová soutěž
| Hráč         | Sezona                          |
| ------------ | ------------------------------- |
| Jiří Jarošík | 2003 – PFK CSKA Moskva          |
| Radek Šírl   | 2007 – FK Zenit Sankt-Petěrburg |
| Tomáš Necid  | 2012/2013 – PFK CSKA Moskva     |
| Celkem       | 3                               |

## Řecká nejvyšší fotbalová ligová soutěž
| Hráč         | Sezona                        |
| ------------ | ----------------------------- |
| Tomáš Vaclík | 2021/2022 – Olympiakos Pireus |
| Celkem       | 1                             |

## Severoirská nejvyšší fotbalová ligová soutěž
| Hráč           | Sezona                  |
| -------------- | ----------------------- |
| Marek Červenka | 2018/2019 – Linfield FC |
| Celkem         | 1                       |

## Skotská nejvyšší fotbalová ligová soutěž
| Hráč           | Sezona                |
| -------------- | --------------------- |
| Jiří Jarošík   | 2006/2007 – Celtic FC |
| Filip Twardzik | 2011/2012 – Celtic FC |
| Celkem         | 2                     |

## Slovenská nejvyšší fotbalová ligová soutěž
| Hráč                 | Sezona                             |
| -------------------- | ---------------------------------- |
| Tomáš Bernady        | 1998/1999 – ŠK Slovan Bratislava   |
| Jan Stráněl          | 2001/2002 – MŠK Žilina             |
| Marek Čech           | 2001/2002 – MŠK Žilina             |
| Marek Čech (2)       | 2002/2003 – MŠK Žilina             |
| Aleš Besta           | 2003/2004 – MŠK Žilina             |
| Pavel Putík          | 2003/2004 – MŠK Žilina             |
| Benjamin Vomáčka     | 2003/2004 – MŠK Žilina             |
| Aleš Hellebrand      | 2004/2005 – FC Artmedia Bratislava |
| Daniel Tchuř         | 2004/2005 – FC Artmedia Bratislava |
| Radek Krejčík        | 2004/2005 – FC Artmedia Bratislava |
| Josef Dvorník        | 2005/2006 – MFK Ružomberok         |
| David Kotrys         | 2005/2006 – MFK Ružomberok         |
| Jiří Pospíšil        | 2005/2006 – MFK Ružomberok         |
| Jan Nezmar           | 2005/2006 – MFK Ružomberok         |
| Pavel Zbožínek       | 2005/2006 – MFK Ružomberok         |
| Martin Švestka       | 2006/2007 – MŠK Žilina             |
| Pavel Devátý         | 2006/2007 – MŠK Žilina             |
| Benjamin Vomáčka (2) | 2006/2007 – MŠK Žilina             |
| Zbyněk Pospěch       | 2007/2008 – FC Artmedia Petržalka  |
| Aleš Urbánek         | 2007/2008 – FC Artmedia Petržalka  |
| Radek Dosoudil       | 2007/2008 – FC Artmedia Petržalka  |
| David Bičík          | 2008/2009 – ŠK Slovan Bratislava   |
| Dominik Rodinger     | 2008/2009 – ŠK Slovan Bratislava   |
| Jakub Rada           | 2008/2009 – ŠK Slovan Bratislava   |
| Lukáš Nachtman       | 2008/2009 – ŠK Slovan Bratislava   |
| Jan Králík           | 2008/2009 – ŠK Slovan Bratislava   |
| Radek Dosoudil (2)   | 2008/2009 – ŠK Slovan Bratislava   |
| Ondřej Šourek        | 2009/2010 – MŠK Žilina             |
| David Kobylík        | 2009/2010 – MŠK Žilina             |
| Emil Rilke           | 2009/2010 – MŠK Žilina             |
| Martin Vyskočil      | 2009/2010 – MŠK Žilina             |
| Dennis Christu       | 2009/2010 – MŠK Žilina             |
| Tomáš Hrdlička       | 2010/2011 – ŠK Slovan Bratislava   |
| Jan Králík (2)       | 2010/2011 – ŠK Slovan Bratislava   |
| Radek Dosoudil (3)   | 2010/2011 – ŠK Slovan Bratislava   |
| David Střihavka      | 2011/2012 – MŠK Žilina             |
| Milan Kopic          | 2012/2013 – ŠK Slovan Bratislava   |
| Jiří Kladrubský      | 2012/2013 – ŠK Slovan Bratislava   |
| Pavel Fořt           | 2013/2014 – ŠK Slovan Bratislava   |
| Jiří Kladrubský (2)  | 2013/2014 – ŠK Slovan Bratislava   |
| Aleš Mandous         | 2016/2017 – MŠK Žilina             |
| Filip Kaša           | 2016/2017 – MŠK Žilina             |
| Jurij Medveděv       | 2018/2019 – ŠK Slovan Bratislava   |
| Erik Daniel          | 2019/2020 – ŠK Slovan Bratislava   |
| Jurij Medveděv (2)   | 2019/2020 – ŠK Slovan Bratislava   |
| Ondřej Petrák        | 2020/2021 – ŠK Slovan Bratislava   |
| Erik Daniel (2)      | 2020/2021 – ŠK Slovan Bratislava   |
| Jurij Medveděv (3)   | 2020/2021 – ŠK Slovan Bratislava   |
| Jaromír Zmrhal       | 2021/2022 – ŠK Slovan Bratislava   |
| Jurij Medveděv (4)   | 2021/2022 – ŠK Slovan Bratislava   |
| Jaromír Zmrhal (2)   | 2022/2023 – ŠK Slovan Bratislava   |
| Jurij Medveděv (5)   | 2022/2023 – ŠK Slovan Bratislava   |
| Jaromír Zmrhal (3)   | 2023/2024 – ŠK Slovan Bratislava   |
| Jurij Medveděv (6)   | 2024/2025 – ŠK Slovan Bratislava   |
| Celkem               | 54                                 |

## Slovinská nejvyšší fotbalová ligová soutěž
| Hráč            | Sezona                 |
| --------------- | ---------------------- |
| Jaroslav Peškar | 2007/2008 – NK Domžale |
| Lubomír Kubica  | 2008/2009 – NK Maribor |
| Celkem          | 2                      |

## Španělská nejvyšší fotbalová ligová soutěž
| Hráč       | Sezona                             |
| ---------- | ---------------------------------- |
| Jiří Hanke | 1952/1953 – FC Barcelona           |
| Petr Kouba | 1999/2000 – Deportivo de La Coruña |
| Celkem     | 2                                  |

## Švédská nejvyšší fotbalová ligová soutěž
| Hráč             | Sezona          |
| ---------------- | --------------- |
| Dušan Melichárek | 2010 – Malmö FF |
| Celkem           | 1               |

## Švýcarská nejvyšší fotbalová ligová soutěž
| Hráč               | Sezona                              |
| ------------------ | ----------------------------------- |
| Zdeněk Urban       | 1986/1987 – Neuchâtel Xamax         |
| Jan Berger         | 1994/1995 – Grasshopper Club Zürich |
| Jan Berger (2)     | 1995/1996 – Grasshopper Club Zürich |
| Vratislav Lokvenc  | 2007/2008 – FC Basilej              |
| Radoslav Kováč     | 2011/2012 – FC Basilej              |
| Radoslav Kováč (2) | 2012/2013 – FC Basilej              |
| Marek Suchý        | 2013/2014 – FC Basilej              |
| Marek Suchý (2)    | 2014/2015 – FC Basilej              |
| Tomáš Vaclík       | 2014/2015 – FC Basilej              |
| Marek Suchý (3)    | 2015/2016 – FC Basilej              |
| Tomáš Vaclík (2)   | 2015/2016 – FC Basilej              |
| Marek Suchý (4)    | 2016/2017 – FC Basilej              |
| Tomáš Vaclík (3)   | 2016/2017 – FC Basilej              |
| Celkem             | 13                                  |

## Turecká nejvyšší fotbalová ligová soutěž
| Hráč                | Sezona                     |
| ------------------- | -------------------------- |
| Pavel Horváth       | 2001/2002 – Galatasaray SK |
| Marek Heinz         | 2005/2006 – Galatasaray SK |
| Tomáš Zápotočný     | 2008/2009 – Beşiktaş JK    |
| Tomáš Sivok         | 2008/2009 – Beşiktaş JK    |
| Tomáš Zápotočný (2) | 2009/2010 – Bursaspor      |
| Tomáš Ujfaluši      | 2011/2012 – Galatasaray SK |
| Milan Baroš         | 2011/2012 – Galatasaray SK |
| Tomáš Ujfaluši (2)  | 2012/2013 – Galatasaray SK |
| Michal Kadlec       | 2013/2014 – Fenerbahçe SK  |
| Celkem              | 9                          |

## Ukrajinská nejvyšší fotbalová ligová soutěž
| Hráč                | Sezona                        |
| ------------------- | ----------------------------- |
| Tomáš Hübschman     | 2004/2005 – FK Šachtar Doněck |
| Jan Laštůvka        | 2004/2005 – FK Šachtar Doněck |
| Tomáš Hübschman (2) | 2005/2006 – FK Šachtar Doněck |
| Jan Laštůvka (2)    | 2005/2006 – FK Šachtar Doněck |
| Tomáš Hübschman (3) | 2007/2008 – FK Šachtar Doněck |
| Tomáš Hübschman (4) | 2009/2010 – FK Šachtar Doněck |
| Tomáš Hübschman (5) | 2010/2011 – FK Šachtar Doněck |
| Tomáš Hübschman (6) | 2011/2012 – FK Šachtar Doněck |
| Tomáš Hübschman (7) | 2012/2013 – FK Šachtar Doněck |
| Tomáš Hübschman (8) | 2013/2014 – FK Šachtar Doněck |
| Celkem              | 10                            |